# Mimomenyllus quadricostulatus
Mimomenyllus quadricostulatus là một loài bọ cánh cứng trong họ Cerambycidae.